# Корыжи
Корыжи — деревня в Краснопрудской волости Псковского района Псковской области России.
Расположена в 4 км к востоку от волостного центра Кирово и в 44 км к югу от города Пскова.
Численность населения деревни по состоянию на 2000 год составляла 3 жителя.